# Мислібори
Мислібори (пол. Myślibory) — село в Польщі, у гміні Нур Островського повіту Мазовецького воєводства.
Населення — 25 осіб (2011).
У 1975-1998 роках село належало до Ломжинського воєводства.

## Демографія
Демографічна структура станом на 31 березня 2011 року:
|          | Загалом | Допрацездатний вік | Працездатний вік | Постпрацездатний вік |
| -------- | ------- | ------------------ | ---------------- | -------------------- |
| Чоловіки | 12      | 3                  | 6                | 3                    |
| Жінки    | 13      | 0                  | 4                | 9                    |
| Разом    | 25      | 3                  | 10               | 12                   |